# Jarkko Nieminen
Jarkko Kalervo Nieminen (Masku, 23 luglio 1981) è un allenatore di tennis ed ex tennista finlandese.

## Biografia
Nieminen ha vinto due tornei ATP in singolo e tre in doppio, arrivando fino alla 13ª posizione mondiale il 10 luglio 2006, migliore posizione assoluta per un tennista finlandese. È finora inoltre l'unico finlandese ad aver vinto almeno un torneo singolo ATP e ad aver raggiunto i quarti di finale in un torneo del Grande Slam.
Nel 2012 ha rappresentato il suo Paese alle Olimpiadi di Londra, senza vincere medaglie.
Le sue migliori prestazioni nei tornei del Grande Slam sono stati i quarti di finale, raggiunti agli US Open 2005, a Wimbledon 2006 e agli Australian Open 2008.
Il 23 giugno 2015 ha annunciato il suo ritiro dal tennis professionistico, con la partecipazione al torneo di Stoccolma quale suo ultimo evento.

## Vita privata
La moglie Anu è una giocatrice finlandese di badminton.

## Statistiche

### Singolare

#### Vittorie (2)
| Legenda                                                |
| Grande Slam (0)                                        |
| ATP World Tour Finals (0)                              |
| ATP Masters Series / ATP Masters 1000 (0)              |
| ATP International Series Gold / ATP World Tour 500 (0) |
| ATP International Series / ATP World Tour 250 (2)      |

| Numero | Data            | Torneo                            | Superficie | Avversario in finale | Punteggio |
| 1.     | 9 gennaio 2006  | Heineken Open, Auckland           | Cemento    | Mario Ančić          | 6-2 6-2   |
| 2.     | 15 gennaio 2012 | Apia International Sydney, Sydney | Cemento    | Julien Benneteau     | 6-2, 7-5  |

#### Finali perse (11)
| Numero | Data            | Torneo                                           | Superficie       | Avversario in finale   | Punteggio           |
| 1.     | 29 ottobre 2001 | Stockholm Open, Stoccolma (1)                    | Cemento indoor   | Sjeng Schalken         | 6-3 3-6 3-6 6-4 3-6 |
| 2.     | 15 aprile 2002  | Estoril Open, Estoril                            | Terra rossa      | David Nalbandian       | 4-6 6(5)–7          |
| 3.     | 6 maggio 2002   | Open de Tenis Comunidad Valenciana, Maiorca      | Terra rossa      | Gastón Gaudio          | 2-6 3-6             |
| 4.     | 5 maggio 2003   | BMW Open, Monaco di Baviera                      | Terra rossa      | Roger Federer          | 1-6 4-6             |
| 5.     | 16 ottobre 2006 | Stockholm Open, Stoccolma (2)                    | Cemento indoor   | James Blake            | 4-6 2-6             |
| 6.     | 29 ottobre 2007 | Swiss Indoors, Basilea                           | Sintetico indoor | Roger Federer          | 3-6 4-6             |
| 7.     | 6 gennaio 2008  | Next Generation Adelaide International, Adelaide | Cemento          | Michaël Llodra         | 3-6 4-6             |
| 8.     | 17 gennaio 2009 | Medibank International, Sydney                   | Cemento          | David Nalbandian       | 3-6 7-6 2-6         |
| 9.     | 3 ottobre 2010  | Thailand Open, Bangkok                           | Cemento indoor   | Guillermo García López | 4-6 6-3 4-6         |
| 10.    | 23 ottobre 2011 | Stockholm Open, Stoccolma (3)                    | Cemento indoor   | Gaël Monfils           | 7-5, 3-6, 6-2       |
| 11.    | 25 maggio 2013  | Power Horse Cup, Düsseldorf                      | Terra rossa      | Juan Mónaco            | 6-4, 6-3            |

### Doppio

#### Vittorie (5)
| Numero | Data              | Torneo                                  | Superficie  | Compagno         | Avversari in finale                | Punteggio         |
| 1.     | 24 settembre 2007 | Kingfisher Airlines Tennis Open, Mumbai | Cemento     | Robert Lindstedt | Rohan Bopanna Aisam-ul-Haq Qureshi | 7-6³ 7–6(5)       |
| 2.     | 1º agosto 2010    | Allianz Suisse Open Gstaad, Gstaad      | Terra rossa | Johan Brunström  | Marcelo Melo Bruno Soares          | 6-3 6(4)–7 [11-9] |
| 3.     | 5 maggio 2013     | BMW Open, Monaco di Baviera             | Terra rossa | Dmitrij Tursunov | Marcos Baghdatis Eric Butorac      | 6-1, 6-4          |
| 4.     | 2 agosto 2014     | Bet-at-home Cup Kitzbühel, Kitzbühel    | Terra rossa | Henri Kontinen   | Daniele Bracciali Andrej Golubev   | 6-1, 6-4          |
| 5.     | 1º marzo 2015     | Argentina Open, Buenos Aires            | Terra rossa | André Sá         | Pablo Andújar Oliver Marach        | 4-6, 6–4, [10–7]  |

#### Finali perse (4)
| Numero | Data              | Torneo                            | Superficie     | Compagno         | Avversari in finale            | Punteggio  |
| 1.     | 29 settembre 2003 | Thailand Open, Bangkok            | Cemento        | Andrew Kratzmann | Jonathan Erlich Andy Ram       | 3-6 6(4)–7 |
| 2.     | 15 febbraio 2009  | SAP Open, San Jose                | Cemento indoor | Rohan Bopanna    | Tommy Haas Radek Štěpánek      | 2-6 3-6    |
| 3.     | 24 ottobre 2010   | Stockholm Open, Stoccolma         | Cemento indoor | Johan Brunström  | Eric Butorac Jean-Julien Rojer | 3-6 4-6    |
| 4.     | 15 gennaio 2012   | Apia International Sydney, Sydney | Cemento        | Matthew Ebden    | Bob Bryan Mike Bryan           | 1-6, 4-6   |

## Risultati nei tornei del Grande Slam
| Torneo          | 2015 | 2014 | 2013 | 2012 | 2011 | 2010 | 2009 | 2008 | 2007 | 2006 | 2005 | 2004 | 2003 | 2002 |
| --------------- | ---- | ---- | ---- | ---- | ---- | ---- | ---- | ---- | ---- | ---- | ---- | ---- | ---- | ---- |
| Australian Open | 3T   | 2T   | 2T   | 1T   | 1T   | 2T   | 1T   | QF   | 2T   | 3T   | 3T   | 2T   | 3T   | 1T   |
| Roland Garros   | 1T   | 2T   | 2T   | 2T   | 1T   | 1T   | A    | 3T   | 3T   | 1T   | 2T   | -    | 4T   | 3T   |
| Wimbledon       |      | 2T   | 1T   | 2T   | 1T   | 2T   | A    | 2T   | 3T   | QF   | 1T   | -    | 3T   | 2T   |
| US Open         |      | 1T   | 2T   | 2T   | 1T   | 1T   | 3T   | 2T   | 1T   | 1T   | QF   | 1T   | 2T   | 1T   |